# Campeonato Sul-Americano de Clubes de Futsal de 2013
O Campeonato Sul-Americano de Clubes de Futsal de 2013 é a décima-terceira edição da principal competição de clubes de futsal do continente, a décima-primeira sob a chancela da Confederação Sul-Americana de Futebol (CONMEBOL).

A Zona Norte, também chamada de Copa Merconorte, foi realizada na cidade de Valera na Venezuela entre 27 de maio e 2 de junho e a Zona Sul na cidade de Canelones, no Uruguai entre 7 de dezembro e 13 de dezembro.

Entre 19 de dezembro e 20 de dezembro seria realizada a final entre o Talento Dorado da Colômbia e a ADC Intelli do Brasil, campeões da Zona Norte e Zona Sul respectivamente, mas por motivos desconhecidos a equipe colombiana não pôde viajar para a final em Orlândia. Foi solicitada uma mudança na data da final, e ela foi remarcada para os dias 26 e 27 de março de 2014. A equipe da ADC Intelli até chegou a ser declarada campeã sul-americana de futsal por W.O. até a mudança da data das finais.

## Formato
A competição foi dividida em duas zonas: "Zona Norte" e "Zona Sul".

### Zona Norte
A Zona Norte foi composta de dois grupos de quatro times cada, onde os dois primeiros e os dois segundos colocados de cada grupo se classificaram para as semifinais da fase norte. O Talento Dorado, campeão da Zona Norte, estava classificado para a fase final.

### Zona Sul
A Zona Sul foi composta de dois grupos de cinco times cada, onde os dois primeiros e os dois segundos colocados de cada grupo se classificaram para as semifinais da fase sul. O campeão da Zona Sul, estava classificado para a fase final.

### Fase Final
Na fase final se enfrentaram o campeão da Zona Norte e o campeão da Zona Sul, em dois jogos na casa do campeão da Zona Sul. Caso alguma das equipes não comparecer, será declarada campeã a equipe que tenha confirmado a sua participação.

## Zona Norte

### Grupo A
| Equipes            | Pts | J | V | E | D | GP | GC | SG |
| ------------------ | --- | - | - | - | - | -- | -- | -- |
| Primero de Mayo    | 7   | 3 | 2 | 1 | 0 | 9  | 6  | +3 |
| Trujillanos Futsal | 5   | 3 | 1 | 2 | 0 | 9  | 8  | +1 |
| Deportivo Lyon     | 3   | 3 | 1 | 0 | 2 | 10 | 11 | -1 |
| Marítimo Margarita | 1   | 3 | 0 | 1 | 2 | 11 | 14 | -3 |

### Grupo B
| Equipes             | Pts | J | V | E | D | GP | GC | SG |
| ------------------- | --- | - | - | - | - | -- | -- | -- |
| Bucaneros La Guaira | 7   | 3 | 2 | 1 | 0 | 8  | 5  | +3 |
| Talento Dorado      | 7   | 3 | 2 | 1 | 0 | 5  | 2  | +3 |
| Estudiantes Guárico | 3   | 3 | 1 | 0 | 2 | 7  | 8  | -1 |
| Atlético Huila      | 0   | 3 | 0 | 0 | 3 | 6  | 11 | -5 |

### Play-Offs
|  | Semifinais                  | Semifinais                  |       |                              | Final                        | Final |  |
|  |                             |                             |       |                              |                              |       |  |
|  | 31 de maio de 2013 - Valera |                             |       |                              |                              |       |  |
|  | Primero de Mayo             | 2                           |       |                              |                              |       |  |
|  | Talento Dorado              | 4                           |       |                              |                              |       |  |
|  |                             |                             |       |                              |                              |       |  |
|  |                             |                             |       |                              | 1º de junho de 2013 - Valera |       |  |
|  |                             |                             |       |                              | Trujillanos Futsal           | 5 (6) |  |
|  |                             | Talento Dorado              | 5 (7) |                              |                              |       |  |
|  |                             |                             |       |                              |                              |       |  |
|  |                             |                             |       |                              |                              |       |  |
|  |                             |                             |       |                              | Terceiro lugar               |       |  |
|  | 31 de maio de 2013 - Valera | 31 de maio de 2013 - Valera |       | 1º de junho de 2013 - Valera | 1º de junho de 2013 - Valera |       |  |
|  | Bucaneros La Guaira         | 1                           |       | Primero de Mayo              | 2                            |       |  |
|  | Trujillanos Futsal          | 5                           |       |                              | Bucaneros La Guaira          | 3     |  |

#### Final
| 1º de junho de 2013 | Talento Dorado                                                                            | 5 – 5 (pro) | Trujillanos Futsal                                               | Ginásio Rómulo Ramírez, Valera                                                                                              |
| 15:30               | Yonathan Cardenas 16' · Wilson Mejias 24' · Felipe Alzate 25' · Jhonatan Giraldo 29', 32' | Relatório   | Roberto Garcia 5', 35' · Wilmer Cabarca 33', 39' · Luis Toro 34' | Árbitro: BRA Jean Michel Bonnaud Árbitro 2: ARG Marcelo Bais Cronometrista: PRY Adalberto Avila Anotador: URY Fernando Ríos |

| |       | Penalidades |  |
| Wilson Mejía: Jonathan Giraldo: Luis Barreneche: Andrés Arango: Felipe Alzate: Yonathan Cardenas: Franco Florez: David Gallego: | 7 – 6 | Jonathan Torres: Wilmer Cabarcas: Luis Toro: Roberto García: Pedro Villegas: José Peña: Darwiz Merchan: Nolberto Bozo: |  |

### Premiação
| Campeão da Zona Norte      |
| Colômbia                   |
| -------------------------- |
| Talento Dorado (1º título) |

## Zona Sul

### Grupo A
| Equipes       | Pts | J | V | E | D | GP | GC | SG  |
| ------------- | --- | - | - | - | - | -- | -- | --- |
| ADC Intelli   | 10  | 4 | 3 | 1 | 0 | 27 | 12 | +15 |
| River Plate   | 6   | 4 | 1 | 3 | 0 | 16 | 15 | +1  |
| Peñarol       | 5   | 4 | 1 | 2 | 1 | 22 | 19 | +3  |
| Cerro Porteño | 5   | 4 | 1 | 2 | 1 | 20 | 19 | +1  |
| Palestino     | 0   | 4 | 0 | 0 | 4 | 9  | 29 | -20 |

### Grupo B
| Equipes             | Pts | J | V | E | D | GP | GC | SG  |
| ------------------- | --- | - | - | - | - | -- | -- | --- |
| Minas               | 10  | 4 | 3 | 1 | 0 | 28 | 3  | +25 |
| Pablo Rojas         | 7   | 4 | 2 | 1 | 1 | 15 | 14 | +1  |
| Boca Juniors        | 6   | 4 | 1 | 3 | 0 | 11 | 10 | +1  |
| Deportes Concepción | 2   | 4 | 0 | 2 | 2 | 7  | 23 | -16 |
| Nacional            | 1   | 4 | 0 | 1 | 3 | 10 | 21 | -11 |

### Play-Offs
|  | Semifinais                         | Semifinais                         |       |                                    | Final                              | Final |  |
|  |                                    |                                    |       |                                    |                                    |       |  |
|  | 12 de dezembro de 2013 - Canelones |                                    |       |                                    |                                    |       |  |
|  | ADC Intelli                        | 4                                  |       |                                    |                                    |       |  |
|  | Pablo Rojas                        | 1                                  |       |                                    |                                    |       |  |
|  |                                    |                                    |       |                                    |                                    |       |  |
|  |                                    |                                    |       |                                    | 13 de dezembro de 2013 - Canelones |       |  |
|  |                                    |                                    |       |                                    | ADC Intelli                        | 4 (6) |  |
|  |                                    | Minas                              | 4 (5) |                                    |                                    |       |  |
|  |                                    |                                    |       |                                    |                                    |       |  |
|  |                                    |                                    |       |                                    |                                    |       |  |
|  |                                    |                                    |       |                                    | Terceiro lugar                     |       |  |
|  | 12 de dezembro de 2013 - Canelones | 12 de dezembro de 2013 - Canelones |       | 13 de dezembro de 2013 - Canelones | 13 de dezembro de 2013 - Canelones |       |  |
|  | Minas                              | 3                                  |       | Pablo Rojas                        | 3                                  |       |  |
|  | River Plate                        | 2                                  |       |                                    | River Plate                        | 7     |  |

#### Final
| 13 de dezembro de 2013 | ADC Intelli                        | 4 – 4 (pro) | Minas                                                    | Ginásio Sérgio Matto, Canelones |
| 21:00                  | Falcão 7' · Jé 14', 39' · Caio 48' | Relatório   | Everton 6' · Xande 15' (t.l.d.) · Kelson 20' · Lucas 42' | Árbitro: ARG Darío Santamaría Árbitro 2: PRY Jorge Galeano Auxiliar: PER César Málaga Cronometrista: URY Daniel Rodríguez Anotador: ARG Leandro Lorenzo |

|                                                           |       | Penalidades                                                           |  |
| Vinícius: Caio: Renan: Jé: Falcão: Gadeia: Ciço: Marinho: | 6 – 5 | Kelson: Lucas: Diego Belém: Pequeno: Xande: Helinho: Attos: Djaelson: |  |

### Premiação
| Campeão da Zona Sul              |
| Brasil                           |
| -------------------------------- |
| ADC Intelli/Orlândia (1º título) |

## Fase final

### Primeiro jogo
| 26 de março de 2014 | ADC Intelli                                                         | 7 – 2     | Talento Dorado                          | Ginásio Maurício Leite de Moraes, Orlândia |
| 20:15               | Jackson 8' · Dieguinho 11', 13', 19', 20' · Ciço 15' · Cabreúva 17' | Relatório | Franco Florez 18' · Luis Barreneche 32' |                                            |

| ADC Intelli | Talento Dorado |

### Segundo jogo
| 27 de março de 2014 | ADC Intelli                             | 4 – 1     | Talento Dorado    | Ginásio Maurício Leite de Moraes, Orlândia |
| 20:15               | Junai 5', 14' · Caio 11' · Cabreúva 33' | Relatório | Felipe Alzate 39' |                                            |

| ADC Intelli |  | Talento Dorado |

### Premiação
| Campeão Sul-Americano   |
| Brasil                  |
| ----------------------- |
| ADC Intelli (1º título) |